# Vanessa Mendoza
Vanessa Alexandra Mendoza Bustos, conocida como Vanessa Mendoza (Unguía, Chocó, 20 de julio de 1981), es una modelo y política, profesional en Hotelería y turismo con especialización en mercadeo turístico. Ganadora del concurso Señorita Colombia 2001 por el departamento de Chocó siendo la primera reina colombiana de piel negra en llegar a Miss Universo representando a su país.

## Biografía
Vanessa Alexandra Mendoza es oriunda del departamento del Chocó, Colombia. Creció en el municipio caribeño de Unguía, al norte del departamento. Su padre Abel Mendoza Luna (F) murió cuando ella aún era joven, dejando a su madre Liduvina Bustos Moreno para a cuidar de ella y sus quince hermanos y hermanas. A pesar de las malas condiciones en que vivía su familia, Vanessa mostró interés temprano por convertirse en modelo, y comenzó a ejercer esa carrera.
Mendoza se convirtió en Miss Chocó en 2001, año en que la señorita Colombia se enfrenta a un escándalo racial. Se convirtió en la primera Miss Colombia de raza negra. A pesar de la sospecha de que había ganado el concurso para erradicar los rumores sobre el racismo, Mendoza se hizo popular entre los colombianos, que le dieron el apodo de "la Barbie Negra". Vanessa fue objeto de una recepción oficial en Cartagena después de su victoria. 
Mendoza sustituye a Andrea Noceti como Señorita Colombia. Antes de ganar el certamen, Mendoza se había convertido en la única concursante de la versión 2001 que no admitió tener una cirugía plástica.
El 2 de marzo de 2005, ella y Chris Tucker exnovia del mismo (comediante) fueron los principales oradores en un discurso en el Benedicto College.
En diciembre del 2009 la exreina se casó en Aruba con el empresario caleño Andrés Ibarra con el cual tienen un hijo, Juan Diego.
Desde que fue señorita Colombia en el año 2001 – 2002, conoció de cerca la problemática nacional y desde allí el trabajo social ha sido su principal objetivo, por tal motivo esta mujer, de carácter firme y sonrisa encantadora, desde el 2003 creó la fundación que lleva su nombre, a través de la cual le prometió a la niñez que sus sueños sí podrían hacerse realidad. De esa manera Vanessa ha trabajado con proyectos de salud, educación, recreación y alimentación para mejorar la calidad de vida de las niñas y niños colombianos. 
Sin dejar de lado los programas alternos que ha desarrollado por las madres cabeza de hogar, madres comunitarias, adolescentes y adultos mayores, e iniciando sus labores en el Choco, actualmente su fundación cuenta con más de 1.500 niños en Chocó, Bogotá, Valle y varios municipios del país.
En el 2010 fue Candidata por la Asociación Nacional de Estudiantes Afrocolombianos (ASNEA) a la Cámara de Representantes por las negritudes. En 2014 fue candidata nuevamente avalada por el Consejo Comunitario de los corregimientos de San Antonio y El Castillo. No fue elegida en ambas ocasiones.
En 2016, fue jurado invitada en la gala final de la XLV edición del certamen belleza Reinado Internacional del Café 2016, el cual se realizó del 2 al 9 de enero de 2016 durante el marco de la Feria de Manizales en Manizales, Colombia.
El 7 de julio de 2017, por una decisión del Consejo Nacional Electoral fue designada como Representante a la Cámara por parte de las comunidades afrocolombianas, después de que el Consejo de Estado anulara la elección de Moisés Orózco por irregularidades en los documentos presentados en el momento de ser inscrito como candidato y verificara que la lista de Mendoza es la única que cumple con todos los requisitos exigidos por la ley para ocupar el cargo.

## Reconocimientos
A través de la Fundación Vanessa Mendoza consiguió el respaldo de organizaciones internacionales y de instituciones médicas nacionales para ayudar a miles de niños con problemas de labio leporino y paladar hendido y otros tipos de malformaciones y que residen en varias de las regiones más apartadas de Colombia para que recibieran atención integral en los mejores centros de salud del país.
Ya que en su pueblo natal Unguía no contaba con el servicio de electricidad, ella convenció a los funcionarios de proporcionar el servicio a esta región del departamento.
- Cruz Gran Caballero, otorgada por la Cámara de representante en el 2002
- Orden de la democracia Simón Bolívar, otorgada por el senado en el 2002
- Orden del Congreso de la República
- Mención de Honor por Asociación Cimarrón (ONGS DE NEGRITUDES )
- Premio GES otorgado en el Billboard Live Miami Estados Unidos como representante de las etnias en Colombia
- Premio presencia expopacífico 2007 Fundación Matamba al talento de personalidades afrocolombianas
- Premio diosa de Ébano por El Círculo de Periodistas y Comunicadores Del Choco

Ella ha sido primera persona de AfroColombiana que apareció en una estampilla colombiana además la segunda reina de belleza que ilustró una estampilla colombiana después de la ex Miss Universo Luz Marina Zuluaga. La emisión con la figura de Vanessa fue la número 2200 desde que empezó Adpostal se emitieron 250 000 ejemplares, diseñados por Edgar Hernández.

## Miss Universo
Mendoza participó en Miss Universo 2002, donde ganó el premio a Mejor Traje Nacional, inspirado en el Congo Barranquillero con un diseño de Jaime Arango.
| Predecesor: Andrea Noceti         | Señorita Colombia 2001 | Sucesor: Diana Lucía Mantilla       |
| Predecesor: Isneida Ortiz Salazar | Señorita Chocó 2001    | Sucesor: Carolina Quintero Schuller |